# Áfytos
Áfytos (Afytos) är en ort i Grekland.   Den ligger i prefekturen Chalkidike och regionen Mellersta Makedonien, i den nordöstra delen av landet, 240 km norr om huvudstaden Aten. Áfytos ligger 50 meter över havet och antalet invånare är 1 273.
Terrängen runt Áfytos är platt. Havet är nära Áfytos åt nordost.  Närmaste större samhälle är Kassandra, 6,0 km söder om Áfytos. Trakten runt Áfytos består till största delen av jordbruksmark.